# Liaoningvenator
Liaoningvenator (il cui nome significa "cacciatore di Liaoning") è un genere estinto di dinosauro teropode troodontide vissuto nel Cretaceo inferiore, circa 130 milioni di anni fa (Hauteriviano), in quella che oggi è la Formazione Yixian, in particolare nel Biota Jehol, in Cina. Il genere contiene una singola specie, ossia L. curriei.

## Descrizione
L'olotipo di Liaoningvenator mostra che questo animale era molto piccolo, lungo 60 centimetri (1,96 piedi). Il cranio era allungato e stretto e misurava 97,6 millimetri di lunghezza, mentre il collo ed il resto della colonna vertebrale misuravano, rispettivamente, 138 e 245 millimetri. Il femore era lungo 111 millimetri.
I paleontologi che hanno descritto il Liaoningvenator hanno ritrovato alcune caratteristiche distintive, o autapomorfie. La cresta deltopettorale attraversa la metà superiore dell'omero. L'ischio è molto sottile e manca della sporgenza posteriore all'estremità inferiore. La prima falange del primo dito è più lunga del secondo metacarpo. La prima falange del dito è, più precisamente, del 49% più lunga del secondo metacarpale.

## Classificazione
Il Liaoningvenator è stato classificato in una posizione piuttosto basale all'interno della famiglia dei Troodontidae. E', inoltre, possibile che il Liaoningvenator fosse il sister taxon di Eosinopteryx.

## Storia della scoperta
L'olotipo di Liaoningvenator, DNHM D3012, è stato ritrovato in uno strato inferiore della Formazione Yixian, risalente alla fine dell'Hauteriviano, circa 130 milioni di anni fa. L'olotipo è costituito da uno scheletro quasi completo a cui manca però la coda, il che fa dell'animale uno dei troodontidi più completi a noi noti. Lo scheletro è leggermente compresso su una piastra, e sono ancora visibili alcune lacune in cui probabilmente era presente il piumaggio dell'animale. Lo scheletro dell'animale si è fossilizzato in una posizione alquanto strana: le zampe posteriori erano molto lunghe, il tronco e il collo sono inclini e la testa è quasi appoggiata sulle ginocchia. Le "mani" sono appoggiate alle ginocchia e quel poco di coda rimanente appare curva verso l'alto, parallela al cranio. Alcuni paleontologi che hanno descritto il fossile hanno ipotizzato che questa poteva essere una possibile posizione di sonno o di riposo. La struttura delle ossa, comprese le linee di crescita, indicano che l'esemplare era un giovane adulto di almeno quattro anni che non era ancora pienamente sviluppato.